# 中俣均
中俣 均（なかまた ひとし、1952年 - 2024年10月3日）は日本の地理学者。法政大学名誉教授。法政大学沖縄文化研究所元所長。
専門は文化地理学、社会地理学であり、奄美諸島、琉球諸島を中心とした島嶼研究に取り組んだ。

## 略歴
1952年、新潟県に生まれた。
柏崎市で育ち、新潟県立柏崎高等学校を経て、東京大学理科二類に進み、1976年に東京大学理学部地理学科を卒業し大学院に進み、1978年に理学系研究科地理学専門課程修士課程を修了して、1980年に科地理学専門課程博士課程を中途退学した。同年に島根大学法文学部助手、1984年に法政大学文学部地理学科専任講師、1987年に助教授を経て、1993年に教授に昇進した。
1997年には、「琉球諸島における集落の空間構成原理に関する地理学的研究」により、東京大学から博士（理学）を取得した。
法政大学沖縄文化研究所所長、日本島嶼学会会長のほか、国土庁、文部科学省、国土交通省の委員会などの委員も歴任した。

## 著書
- 『国土空間と地域社会』（朝倉書店、2004）
- 『空間の文化地理』（朝倉書店、2011）
- 『渡名喜島-地割制と歴史的集落景観の保全』（古今書院、2014）

## 共訳
- 『言語の地理学』ロラン・ブルトン（白水社、1988）
- 『世界の地理（6） 北ヨーロッパ』（朝倉書店、1997）
- 『世界地理大百科事典（6）ヨーロッパ』（朝倉書店、2000）

## 参考
- 『渡名喜島-地割制と歴史的集落景観の保全』